# 分位緣起
分位緣起，佛教阿毗達摩術語，是緣起理論的一種，源自於《發智論》的時分緣起，是說一切有部四大緣起理論之一，也被經量部等採用，是部派佛教中的主流學說。這個學說以時間為軸，依因果關係，將十二緣起支分別配屬在不同的十二階段中，因為採用階段分位，故稱分位緣起。
其下發展出兩種解說法，《大毘婆沙論》發展出三世二重因果說；《俱舍論》另外舉出了二分緣起說。在大乘唯識學派中，則有二世一重因果與三世二重因果學說。

## 概論
分位緣起，起源自《發智論》提出的時分緣起，經說一切有部論師的解說與定形化，形成分位緣起，與剎那緣起、連縛緣起與遠續緣起，並列為說一切有部四大緣起理論。分位緣起依時間先後及因果關係，將緣起分為不同階段，十二緣起支各具五蘊，在不同時間階段中無間相續。《大毘婆沙論》以分位緣起作為緣起的主要解釋，但認為分位緣起與其他三種緣起理論可以共存，沒有特別進行正誤之諍的必要，這個態度後來被《俱舍論》繼承。
分位緣起在佛教理論發展中起到了決定性作用，特別是導致了對蘊、取蘊、界的重新釋義，並介入了有分和結生心等學說。《大毘婆沙論》中，以三世二重因果來解釋時分緣起。後世多個論著，如《清淨道論》、《菩提道次第廣論》基本上都採用三世二重因果解釋。《成唯識論》記載了當時流行於唯識學派中的二世一重因果學說。

## 學說內容

### 三世二重因果
根據《發智論》提出緣起十二分位各具五蘊，《大毘婆沙論》定義了十二分位，其中十二緣起支，配屬三世，現在八緣起支，二分為前五後三，以現在因，推未來果，以現在果，推過去因，形成三世二重因果的標準學說：
1. 云何無明？謂：過去煩惱位。[6]
2. 云何行？謂：過去業位。
3. 云何識？謂：續生心及彼助伴[7]。
4. 云何名色？謂：結生已，未起眼等四種色根，六處未滿，中間五位，謂羯剌藍、頞部曇、閉尸、鍵南、鉢羅奢佉，是名色位。
5. 云何六處？謂：已起四色根，六處已滿，即鉢羅奢佉位，眼等諸根，未能與觸作所依止，是六處位。
6. 云何觸？謂：眼等根，雖能與觸作所依止，而未了知苦樂差別，亦未能避諸損害緣，觸火、觸刀、食毒、食糞，食、婬、具愛，猶未現行，是觸位。
7. 云何受？謂：能別苦樂，亦能避損害緣，不觸火、觸刀、不食毒、食糞，雖已起食愛，而未起婬及具愛，是受位。
8. 云何愛？謂：雖已起食愛、婬愛，及資具愛，而未為此，四方追求，不辭勞倦，是愛位。
9. 云何取？謂：由三愛，四方追求，雖涉多危嶮，而不辭勞倦，然未為後有起善惡業，是取位。[6]
10. 云何有？謂：追求時，亦為後有起善惡業，是有位。
11. 云何生？謂：即現在識位，在未來時，名生位。
12. 云何老死？謂：即現在名色、六處、觸、受位，在未來時，名老死位。[8]

三世二重因果分位緣起，以現在八緣起支對應入胎刹那和本有十分位：羯剌藍、遏部曇、閉尸、鍵南、鉢羅奢佉、初生、嬰孩、童子、少壯、衰老位，過去二緣起支對應過去世的現在後三緣起支，未來二緣起支對應未來世的現在前五緣起支：
| 此世 | 過去因 | 過去因 | 現在果 | 現在果 | 現在果 | 現在果 | 現在果 | 現在因 | 現在因 | 現在因 | 未來果 | 未來果 | 未來果 | 未來果 | 未來果 |    |    |    |    |      |
| 此世 | 無明   | 行     | 識     | 名色   | 六處   | 觸     | 受     | 愛     | 取     | 有     | 生     | 老死   | 老死   | 老死   | 老死   |    |    |    |    |      |
| 後世 |        |        |        |        |        |        |        | 無明   | 無明   | 行     | 識     | 名色   | 六處   | 觸     | 受     | 愛 | 取 | 有 | 生 | 老死 |
| 後世 | 過去因 | 過去因 | 過去因 | 現在果 | 現在果 | 現在果 | 現在果 | 現在果 | 現在因 | 現在因 | 現在因 | 未來果 | 未來果 |        |        |    |    |    |    |      |

分位緣起對現世無明煩惱造業生後世果報亦有明示：
| 緣起支 | 緣起支 | 分位 | 分位 | 分位 | 分位 | 分位 | 分位 | 分位 | 分位 | 分位 | 分位 | 分位 | 分位 |
| ------ | ------ | ---- | ---- | ---- | ---- | ---- | ---- | ---- | ---- | ---- | ---- | ---- | ---- |
| 緣起支 | 緣起支 | 無明 | 行   | 識   | 名色 | 六處 | 觸   | 受   | 愛   | 取   | 有   | 生   | 老死 |
| 惑     | 無明   | 現在 | 現在 | 過去 | 過去 | 過去 | 過去 | 過去 | 過去 | 過去 | 過去 | 過去 | 過去 |
| 業     | 行     | 未来 | 現在 | 過去 | 過去 | 過去 | 過去 | 過去 | 過去 | 過去 | 過去 | 過去 | 過去 |
| 苦     | 識     | 未来 | 未来 | 現在 | 現在 | 現在 | 現在 | 現在 | 現在 | 現在 | 現在 | 過去 | 過去 |
| 苦     | 名色   | 未来 | 未来 | 未來 | 現在 | 現在 | 現在 | 現在 | 現在 | 現在 | 現在 | 過去 | 過去 |
| 苦     | 六處   | 未来 | 未来 | 未來 | 未來 | 現在 | 現在 | 現在 | 現在 | 現在 | 現在 | 過去 | 過去 |
| 苦     | 觸     | 未来 | 未来 | 未來 | 未來 | 未來 | 現在 | 現在 | 現在 | 現在 | 現在 | 過去 | 過去 |
| 苦     | 受     | 未来 | 未来 | 未來 | 未來 | 未來 | 未來 | 現在 | 現在 | 現在 | 現在 | 過去 | 過去 |
| 惑     | 愛     | 未来 | 未来 | 未來 | 未來 | 未來 | 未來 | 未來 | 現在 | 現在 | 現在 | 過去 | 過去 |
| 惑     | 取     | 未来 | 未来 | 未來 | 未來 | 未來 | 未來 | 未來 | 未來 | 現在 | 現在 | 過去 | 過去 |
| 業     | 有     | 未来 | 未来 | 未來 | 未來 | 未來 | 未來 | 未來 | 未來 | 未來 | 現在 | 過去 | 過去 |
| 苦     | 生     | 未来 | 未来 | 未來 | 未來 | 未來 | 未來 | 未來 | 未來 | 未來 | 未來 | 現在 | 現在 |
| 苦     | 老死   | 未来 | 未来 | 未來 | 未來 | 未來 | 未來 | 未來 | 未來 | 未來 | 未來 | 未來 | 現在 |

三界皆具有十二分位，分位緣起可譬喻為法樹：有根，有莖，有枝，有葉，有花，有果。
施設分位緣起是為了「以現因果，推有去來，由此即能辦所作事」，成就正知善見而不惑求前際、後際，解說「異熟因定通三世，有異熟果」，仍必需採用時分緣起的有支分定義，解釋在異熟因果之外的業報因果，更需要採用六因五果或類似學說。

### 二分緣起
在三世二重因果的解說之外，《俱舍論》又記載，可用二分緣起來解說，分為前際七支，與後際五支，前際二因五果，後際三因二果。

## 爭論與評價
眾賢在《順正理論》中，記載了經量部對於剎那緣起的批評。經量部認為，在同一剎那中，十二緣起支俱起，違反了因果律。同時，經量部舉出契經，認為釋迦牟尼的教義，是以分位緣起為了義正說。面對這些批評，眾賢舉出契經依據，認為釋迦牟尼曾經說過各種緣起學說，分位緣起與剎那緣起並沒有衝突。

## 現代研究
《大毘婆沙論》以分位緣起為主，此說自古受到很高的重視。印順法師認為這是一種極善巧的說法，以二世一重因果說，不需要用完整十二支來解說；要說到詳細的過程，採用三世二重因果，以十二緣起才能詳細解說。但印順也批評有部的解說方法，過於機械。
水野弘元認為，分位緣起主要是用來說明順次業。